# Musca hirta
Musca hirta là một loài ruồi trong họ Tachinidae.